# کارل تاولو
کارل تاولو (انگلیسی: Carl Thaulow; ۲۳ اکتبر ۱۸۷۵ – ۳۰ مهٔ ۱۹۴۲) قایقران قایق بادبانی اهل نروژ بود.